# ایر گراند کانیون
ایر گراند کانیون (به انگلیسی: Air Grand Canyon) یک شرکت هواپیمایی است که در تاریخ ۱۹۷۹ میلادی تأسیس شده است. دفتر مرکزی ایر گراند کانیون در توسایان، آریزونا، ایالات متحده آمریکا واقع شده‌است و قطب این شرکت هواپیمایی در فرودگاه پارک ملی گرند کنیون قرار دارد و به ۱ مقصد، پرواز مستقیم انجام می‌دهد.